# Freddy Loix
Freddy Loix (Tongeren, Bélgica, 10 de Novembro de 1970) é um ex-piloto belga de ralis. Competiu no Campeonato Mundial de Rali (WRC).

## Carreira
A carreira de Loix começou no karting com 15 anos de idade. Em 1990, comprou o seu primeiro carro de rali, um Lancia Delta de Grupo N, mais tarde mudou para um Mitsubishi Galant também do Grupo N.
Em 1993 foi o grande passo para a carreira de Loix, quando fez parte da Marlboro World Championship Team e que conduziu um Opel Astra, acabando por se tornar Campeão da Bélgica de F2.
Foi apelidado de "Freddy Rápido" pelos fãs. Estreou-se em 1996 no WRC com um Toyota Celica GT-Four, tendo completado nesse ano 3 provas e mais 6 em 1997. A parceria com a equipa continuou e mais tarde mudou de carro, estreando o novo Toyota Corolla WRC, e em 1997 no Rali de San Remo esteve quase a vencer, mas problemas mecânicos impediram-no de conseguir a primeira vitória.
Loix e o seu navegador, Sven Smeets, mudaram-se para a Mitsubishi em 1999, estreando o Lancer Evo VI. O seu primeiro ano na marca nipónica revelou-se dificil, em que Loix sofreu um grave acidente no Rali Safari, apesar desse contratempo, Loix conseguiu quatro 4º lugares; Rali da Catalunha, Rali da Acrópole, Rali de San Remo e Rali da Austrália.

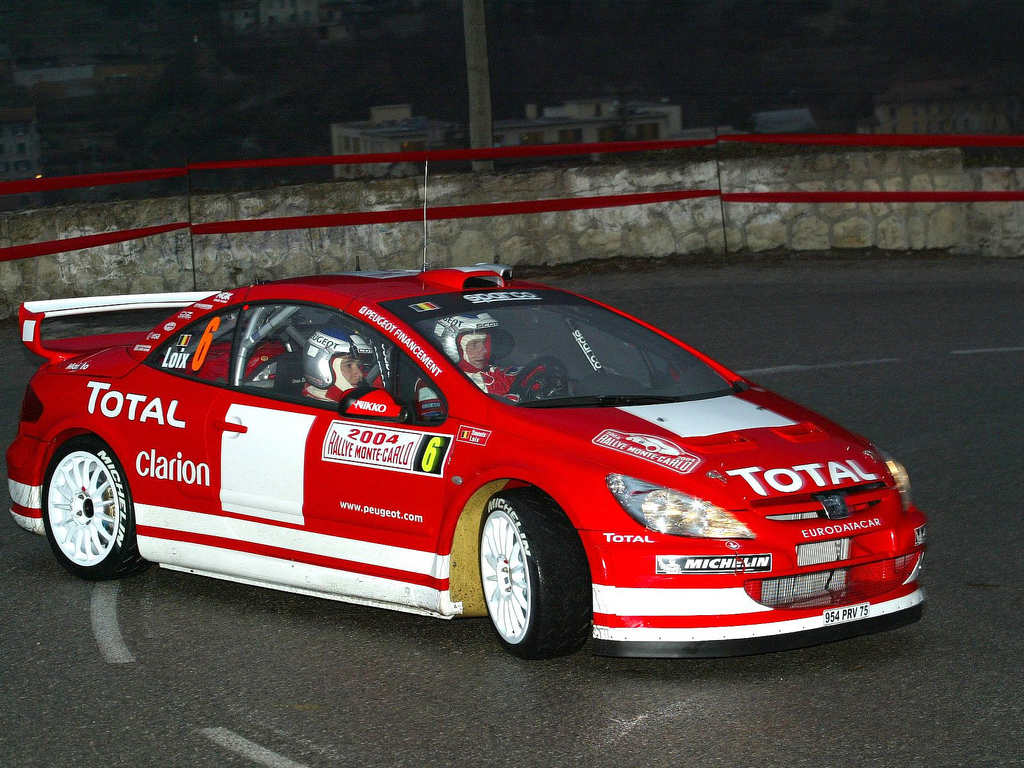
Loix no Peugeot 307 WRC

Em 2001, e após várias épocas de sucesso, o Mitsubishi Lancer, que era um carro de Grupo A, viu-se incapaz de competir com os novos WRC que as outras equipas estavam a usar.
Loix assinou dois anos de contrato com a Hyundai no início de 2002. Esta foi uma temporada dificil para a Hyundai com o seu Accent WRC, sendo um 6º lugar no Rali da Austrália o melhor resultado conseguido. Devido á falta de competividade, em 2003 a Hyundai não desenvolveu um novo carro, tendo-se retirado do WRC a meio da temporada.
Ao volante de um Peugeot na última prova de 2003, no Rali da Grã-Bretanha, Loix terminou em 6º lugar da geral. Na temporada de 2004, Loix completou 5 provas, todas pela equipa Marlboro num Peugeot 307 WRC, antes de dar por concluída a sua carreira no Mundial.
Hoje em dia Loix compete em diversos carros, principalmente em provas do seu país.